# Scutellinia torrentis
Scutellinia torrentis är en svampart som tillhör divisionen sporsäcksvampar, och som först beskrevs av Rehm, och fick sitt nu gällande namn av Trond Schumacher. Scutellinia torrentis ingår i släktet Scutellinia, och familjen Pyronemataceae. Arten är reproducerande i Sverige.